# Pyramidbuskfly
Pyramidbuskfly (Amphipyra pyramidea) är en fjärilsart som beskrevs av Carl von Linné 1758. Pyramidbuskfly ingår i släktet Amphipyra och familjen nattflyn. Arten är reproducerande i Sverige. Inga underarter finns listade i Catalogue of Life.

## Bildgalleri

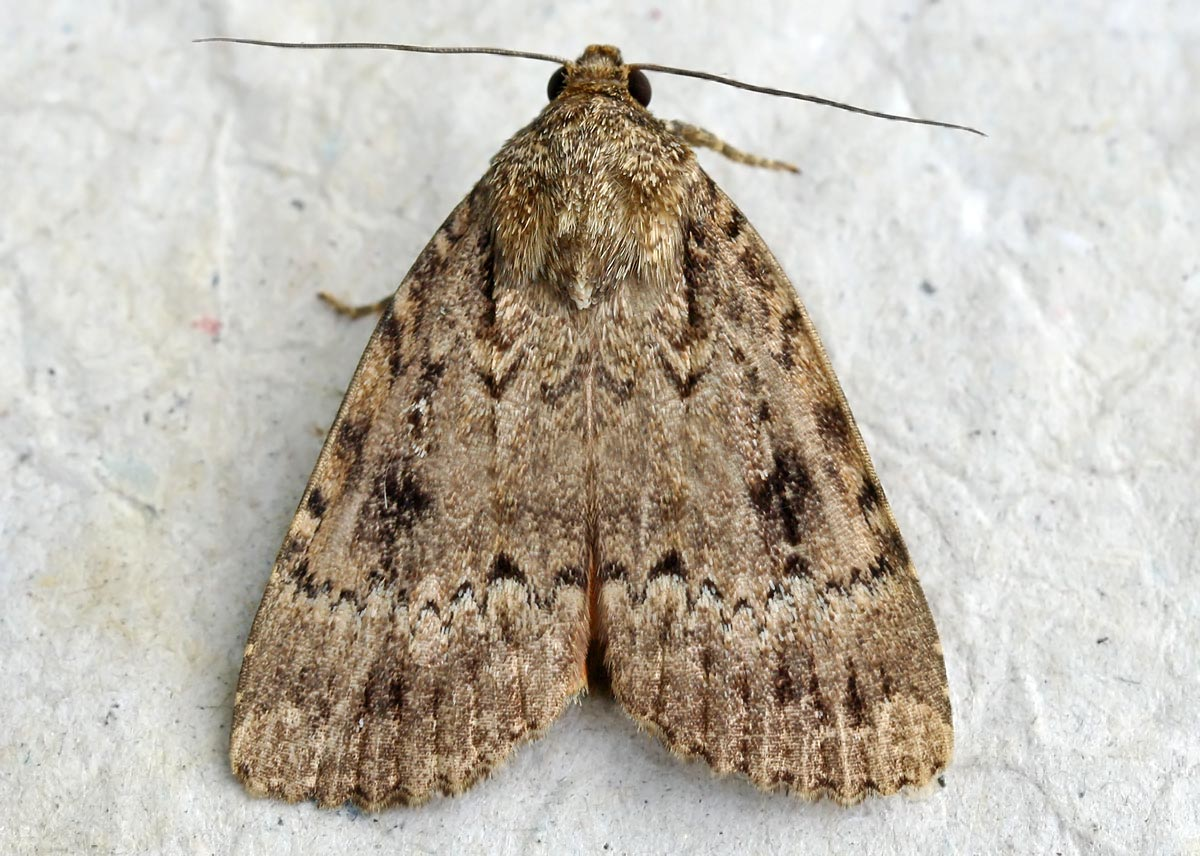
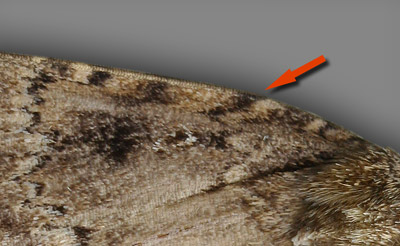
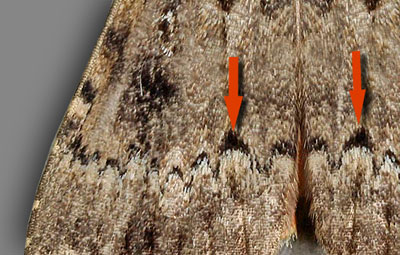
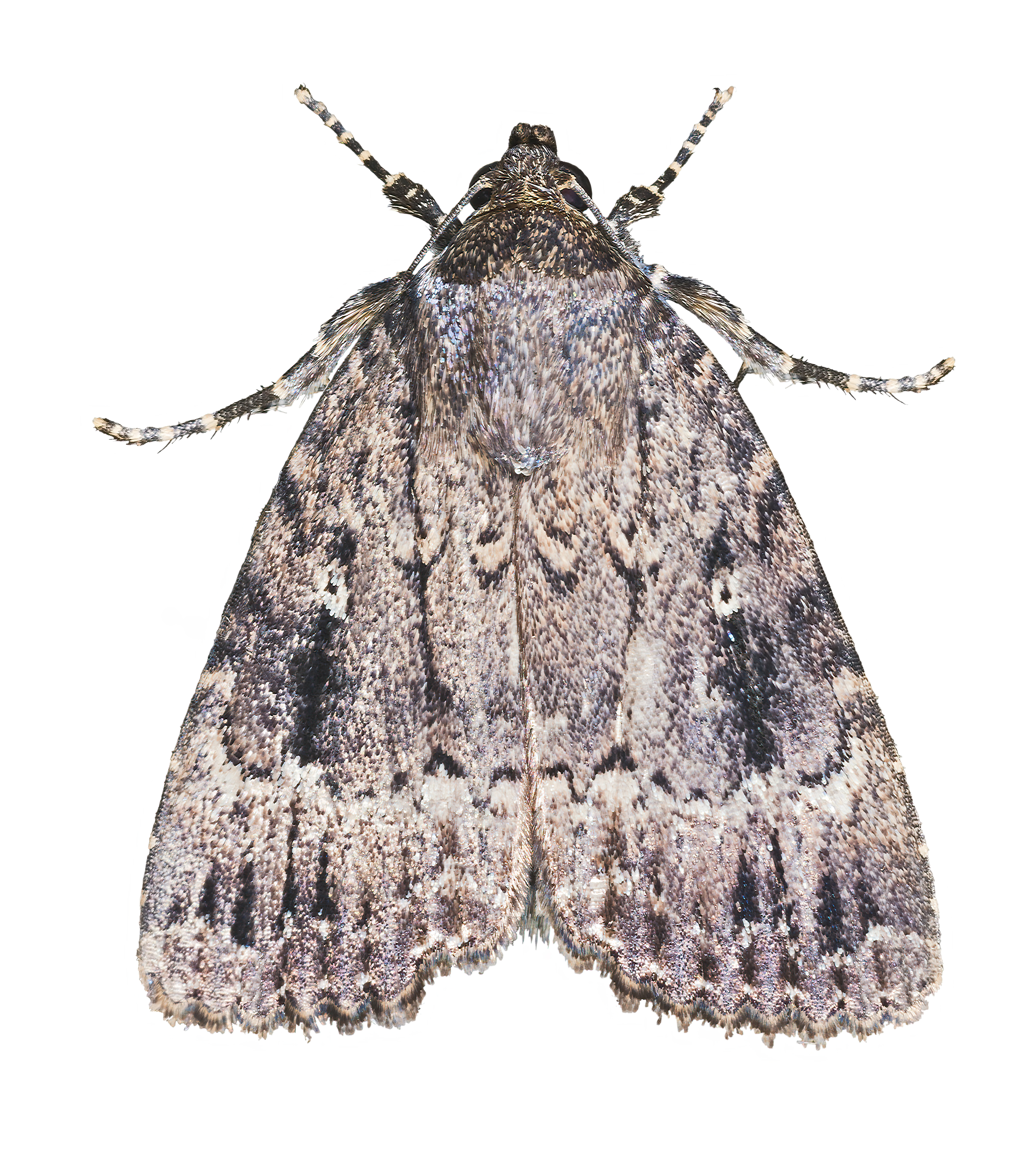
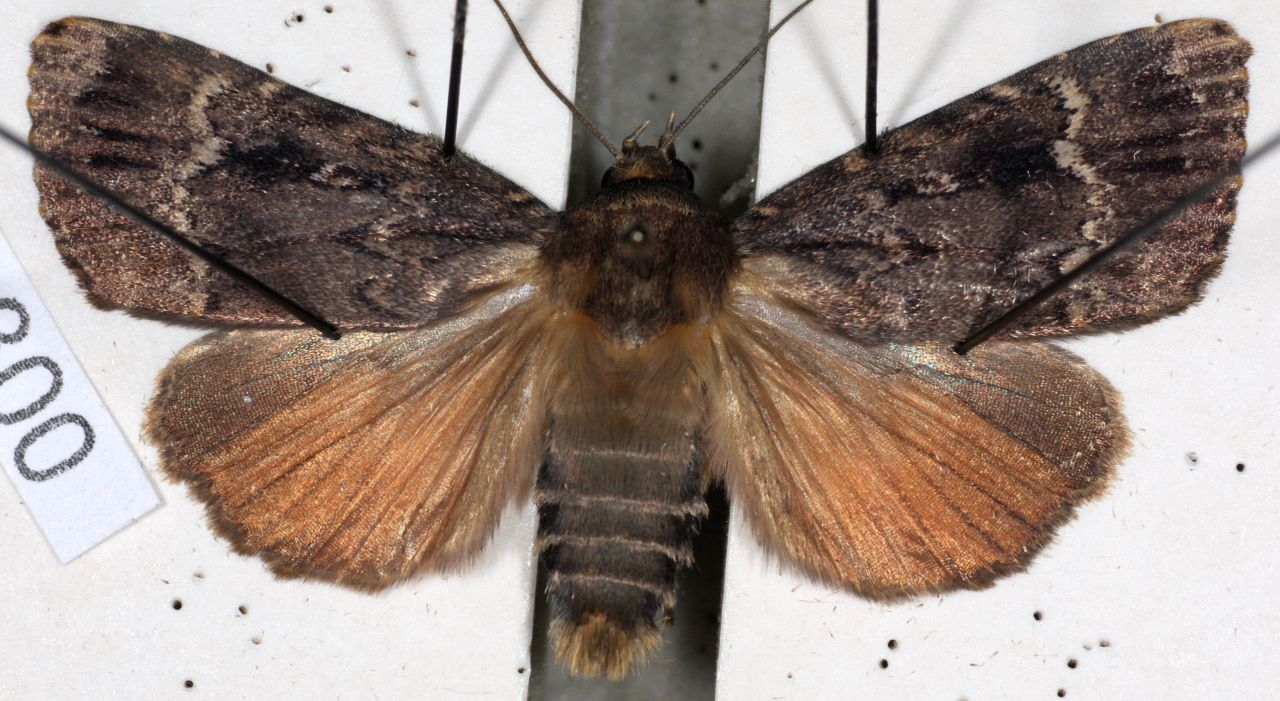
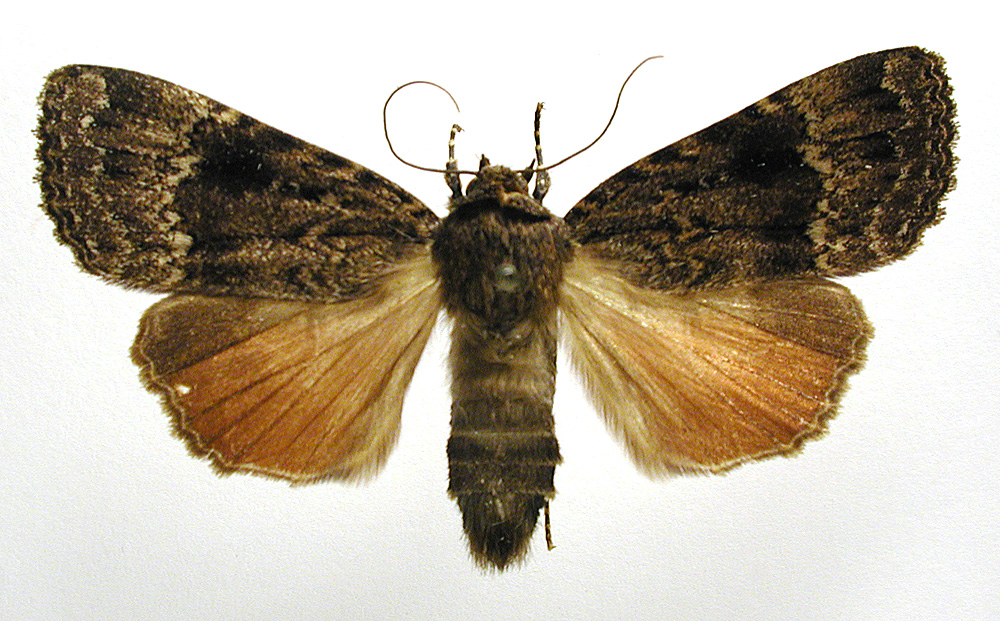